# Italie aux Jeux olympiques d'été de 1948
L’Italie aux Jeux olympiques participe aux Jeux olympiques d'été de 1948 à Londres, au Royaume-Uni. Deux cent quinze athlètes italiens (195 hommes et 20 femmes) participent à 89 compétitions dans 16 sports. Les Transalpins obtiennent 27 médailles : huit d'or, onze d'argent et huit de bronze.

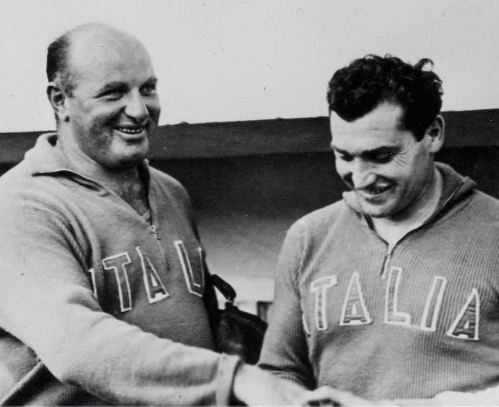
Adolfo Consolini et Giuseppe Tosi respectivement premier et second du concours du lancer du disque. (photo de 1950)

## Médailles

### Médailles d’or
| Médaille                       | Nom | Sport      | Compétition                               |
| ------------------------------ | --- | ---------- | ----------------------------------------- |
| Médaille d'or, Jeux olympiques | Adolfo Consolini | Athlétisme | Lancer du disque                          |
| Médaille d'or, Jeux olympiques | Ernesto Formenti | Boxe       | Poids plumes (-58 kg)                     |
| Médaille d'or, Jeux olympiques | Giuseppe Moioli Elio Morille Giovanni Invernizzi Francesco Faggi                                                                             | Aviron     | Quatre sans barreur                       |
| Médaille d'or, Jeux olympiques | Mario Ghella | Cyclisme   | Vitesse individuelle                      |
| Médaille d'or, Jeux olympiques | Renato Perona Ferdinando Terruzzi | Cyclisme   | Tandem                                    |
| Médaille d'or, Jeux olympiques | Luigi Cantone | Escrime    | Épée individuelle                         |
| Médaille d'or, Jeux olympiques | Pietro Lombardi | Lutte      | Lutte gréco-romaine Poids mouche, - 52 kg |
| Médaille d'or, Jeux olympiques | Pasquale Buonocore Emilio Bulgarelli Cesare Rubini Geminio Ognio Gildo Arena Aldo Ghira Tullio Pandolfini Mario Majoni Gianfranco Pandolfini | Water-polo |                                           |

### Médailles d’argent
| Médaille                           | Nom | Sport      | Compétition               |
| ---------------------------------- | --- | ---------- | ------------------------- |
| Médaille d'argent, Jeux olympiques | Edera Gentile                                                                                                | Athlétisme | Lancer du disque féminin  |
| Médaille d'argent, Jeux olympiques | Giuseppe Tosi                                                                                                | Athlétisme | Lancer du disque masculin |
| Médaille d'argent, Jeux olympiques | Amelia Piccinini                                                                                             | Athlétisme | Lancer du poids féminin   |
| Médaille d'argent, Jeux olympiques | Spartaco Bandinelli                                                                                          | Boxe       | Poids mouches (-51 kg)    |
| Médaille d'argent, Jeux olympiques | Gianni Zuddas                                                                                                | Boxe       | Poids coqs (-54 kg)       |
| Médaille d'argent, Jeux olympiques | Luigi Cantone Carlo Agostoni Fiorenzo Marini Edoardo Mangiarotti Marco Antonio Mandruzzato Dario Mangiarotti | Escrime    | Épée par équipes          |
| Médaille d'argent, Jeux olympiques | Saverio Ragno Giorgio Pellini Renzo Nostini Giuliano Nostini Edoardo Mangiarotti Manlio Di Rosa              | Escrime    | Fleuret par équipes       |
| Médaille d'argent, Jeux olympiques | Vincenzo Pinton                                                                                              | Escrime    | Sabre individuel          |
| Médaille d'argent, Jeux olympiques | Renzo Nostini Carlo Turcato Vincenzo Pinton Aldo Montano Gastone Darè                                        | Escrime    | Sabre par équipes         |
| Médaille d'argent, Jeux olympiques | Rino Pucci Arnaldo Benfenati Guido Bernardi Anselmo Citterio                                                 | Cyclisme   | Poursuite par équipes     |
| Médaille d'argent, Jeux olympiques | Giovanni Steffè Aldo Tarlao Alberto Radi (barreur)                                                           | Aviron     | Deux barré                |

### Médailles de bronze
| Médaille                            | Nom                                                     | Sport      | Compétition                                  |
| ----------------------------------- | ------------------------------------------------------- | ---------- | -------------------------------------------- |
| Médaille de bronze, Jeux olympiques | Michele Tito Enrico Perucconi Carlo Monti Antonio Siddi | Athlétisme | 4 × 100 m masculin                           |
| Médaille de bronze, Jeux olympiques | Alessandro D'Ottavio                                    | Boxe       | Poids welters (-67 kg)                       |
| Médaille de bronze, Jeux olympiques | Ivano Fontana                                           | Boxe       | Poids moyens (-73 kg)                        |
| Médaille de bronze, Jeux olympiques | Edoardo Mangiarotti                                     | Escrime    | Épée individuelle                            |
| Médaille de bronze, Jeux olympiques | Ercole Gallegati                                        | Lutte      | Lutte gréco-romaine Poids moyens, 73 - 79 kg |
| Médaille de bronze, Jeux olympiques | Guido Fantoni                                           | Lutte      | Lutte gréco-romaine Poids lourds, + 87 kg    |
| Médaille de bronze, Jeux olympiques | Romolo Catasta                                          | Aviron     | Skiff                                        |
| Médaille de bronze, Jeux olympiques | Felice Fanetti Bruno Boni                               | Aviron     | Deux sans barreur                            |